# Francesc Bach i Roca
Francesc Bach i Roca (Sant Feliu de Guíxols, 13 d'octubre de 1897 - 29 d'octubre de 1962) va ser compositor de sardanes i mestre a Girona, Figueres i Espolla. Sempre va mostrar interès per la música, sobretot gràcies al seu avi, Francesc Bach Plà, director d'orquestra, amb qui va cursar els estudis de solfeig. Més endavant, va ampliar els seus coneixements amb el professor Lobregues de l'Escola Normal de Girona. Finalment, va acabar amb estudis de piano, d'harmonia i de guitarra. I no només va mostrar interès per la música, ja que en la seva època d'estudiant va escriure un total de 21 poemes.

## Joventut
Va finalitzar els seus estudis, concretament l'any 1917, i va trobar feina seguidament al Grup Institut Girona.
Es va casar amb la Dolors Figueras Bragulat el dia 5 d'octubre de l'any 1926. Un any després va venir la primera filla del matrimoni, la Maria, i dos després, la segona i última, la Carme. El matrimoni va viure uns anys a Girona, fins que en Francesc va trobar plaça a una escola de Figueres.

## La Guerra
L'any 1938, la família decideix marxar de Figueres i apropar-se a la frontera, a causa del perill i els bombardejos causats per l'esclat de la Guerra Civil espanyola. Prenen la decisió de traslladar-se a Espolla, on també podrà exercir de mestre. Allà, emperò, hi estaran poc més d'un any.
Amb la victòria dels franquistes, la família fugirà cap a França en el conegut com a gran èxode republicà. Francesc, que no només era mestre, sino també roig, va haver de marxar el més aviat possible. Un cop a la frontera, la família serà separada. Ell no conseguirà arribar a França; serà enviat al camp de concentració "Institut Pere Mata" de Reus. Elles seran enviades a Tergnier, a un camp de refugiats. No es retrobaran fins a l'any 1941.
El camp de concentració "Institut Pere Mata" de Reus" va ser inaugurat el mes de gener de 1939. Durant el seu funcionament, va ser el principal receptor de presoners pendents de classificació. Serà dotat d'un permís de llibertat provisional el 20 d'abril de 1939.
Amb la victòria del Franquisme, el sector de magistrats que més afectat es veié, va ser el dels mestres. Per al Franquisme, eren les "eines" fonamentals per a garantir una educació (política) adequada per al poble des de sota la piràmide, sense mirar la qualitat de la formació, sinó l'ensinistrament ideològic. Francesc, com mil·lers d'altres funcionaris, fou depurat i no va poder exercir mai més de mestre.

## Obra
Francesc va compondre 6 sardanes, les quals s'anomenen “Aires de S'agaró”, “Plany d'amor”, “Somni de joventut”, “Joia d'aplec”, “Policromies” i “Recordances de Sant Elm”. Com es pot comprobar en un registre del dia 27 de maig de 1944, totes són de la seva propietat i autoria.